# Ormosia arborea
Ormosia arborea là một loài thực vật có hoa trong họ Đậu. Loài này được (Vell.) Harms miêu tả khoa học đầu tiên.